# Исус Назарећанин цар јудејски
Исус Назарећанин цар јудејски је, по библијском предању, натпис који је Понтије Пилат наредио да се постави изнад распетог Исуса Христа.
У Новом завету, Исус се назива цар јудејски (лат. Rex Iudaeorum), како на почетку свог живота, тако и на крају. У коине грчком језику Новог завета, на пример у Јеванђељу по Јовану 19:3, ово се пише као Basileus ton Ioudaion (βασιλεὺς τῶν Ἰουδαίων).
Обе употребе титуле доводе до драматичних резултата у новозаветним извештајима. У извештају о Исусовом рођењу у Јеванђељу по Матеју, библијски мудраци који долазе са истока називају Исуса „Царем јудејским”, што имплицира да је он Месија. То је навело Ирода Великог да нареди покољ невине деце. Пред крај извештаја у сва четири канонска јеванђеља, у наративу о Исусовом страдању, титула „Цар јудејски” доводи до оптужби против Исуса које резултирају његовим распећем.
Иницијализам INRI представља латински натпис (у Јеванђељу по Јовану 19:19 и Јеванђељу по Матеју 27:37), што се на српски преводи као „Исус Назарећанин, цар јудејски” (лат. Iesus Nazarenus, Rex Iudaeorum), а Јеванђеље по Јовану 19:20 наводи да је ово било написано на три језика — јеврејском, Неки преводи рендерују Ἑβραϊστί (Hebraisti), коине грчку реч коришћену у Јовану 19:20, као „арамејски” уместо „хебрејски”. (Арамејски, који је био блиско повезан са хебрејским, постао је уобичајен говорни језик Јевреја у овом периоду. Хебрејски је био у опадању, али ће се и даље говорити у региону до почетка 3. века нове ере.) Међутим, Ἑβραϊστί се у коине грчком у то време доследно користило у значењу хебрејског, док се Συριστί (Syristi) користило за арамејски. Осим саме речи, у стиху нема директних доказа да ли се мисли на хебрејски или арамејски, а преводи стиха који Ἑβραϊστί преводе као арамејски ослањају се на претпоставке изван текста да би то оправдали, а не на сам текст.</ref> латинском и хеленском (ΙΝΒΙ = Ιησούς Ναζωραίος Βασιλεύς Ιουδαίων) — током распећа Исуса.
Титулу „Цар јудејски” у Новом завету користе само нејевреји, односно мудраци, Понтије Пилат и римски војници. Насупрот томе, Јевреји у Новом завету користе титулу „Цар Израиљев” или хебрејску реч Месија, која такође може значити цар.
Иако се израз „Цар јудејски” користи у већини превода Библије на српски језик, Видети распон превода сакупљених на BibleGateway.com</ref> такође је превођен као „Цар Јудејаца” (видети Ioudaioi).

## У причи о рођењу
У извештају о Исусовом рођењу у Јеванђељу по Матеју, библијски мудраци одлазе код краља Ирода у Јерусалим и у Јеванђељу по Матеју 2:2 питају га: „Где је цар јудејски који се родио?” Ирод пита „првосвештенике и учитеље закона”, који му одговарају да је у Витлејему у Јудеји.
Питање узнемирава Ирода, који ту титулу сматра својом, и у Јеванђељу по Матеју 2:7–8 он испитује мудраце о тачном времену појаве Витлејемске звезде. Ирод шаље мудраце у Витлејем, говорећи им да га обавесте када пронађу дете. Након што мудраци пронађу Исуса и предају му своје дарове, упозорени у сну да се не враћају Ироду, вратили су се у своју земљу другим путем.
Анђео се јавља Јосифу у сну и упозорава га да поведе Исуса и Марију у Египат (Јеванђеље по Матеју 2:13). Када Ирод схвати да су га мудраци надмудрили, наређује да се побију сви дечаци у Витлејему и околини који имају две године и мање (Јеванђеље по Матеју 2:16).

## У наративима о страдању
У извештајима о Исусовом страдању, титула Цар јудејски користи се у три наврата. У првој таквој епизоди, сва четири Јеванђеља наводе да је титула коришћена за Исуса када га је испитивао Пилат и да је његово распеће било засновано на тој оптужби, као у Јеванђељу по Матеју 27:11, Јеванђељу по Марку 15:2, Јеванђељу по Луки 23:3 и Јеванђељу по Јовану 18:33. Употреба израза цар и царство и улога Јевреја у коришћењу израза цар да оптуже Исуса централни су за расправу између Исуса и Пилата. У Јеванђељу по Матеју 27:11, Јеванђељу по Марку 15:2 и Јеванђељу по Луки 23:3, Исус одговара Пилату: „Ти кажеш”, када га пита да ли је он цар јудејски, и не говори ништа више. Овај одговор се традиционално тумачи као потврдан. Неки научници га описују као двосмислен и загонетан. Други научници кажу да је био срачунат да не наљути Пилата, док је читаоцу јеванђеља омогућио да разуме да је одговор потврдан. У Јеванђељу по Јовану 18:34, он наговештава да оптужба за цара није потекла од Пилата, већ од „других”, и у Јеванђељу по Јовану 18:36, он изјављује: „Царство моје није од овога света”. Међутим, Исус не пориче директно да је цар јудејски.
У Новом завету, Пилат пише „Исус Назарећанин, цар јудејски” као знак који треба да буде причвршћен на Исусов крст. Јеванђеље по Јовану 19:21 наводи да су Јевреји рекли Пилату: „Не пиши: Цар јудејски”, већ да је Исус само тврдио да има ту титулу, али Пилат је то ипак написао. Пилатов одговор на протест забележио је Јован: „Што написах, написах.”
Након суђења пред Пилатом и након епизоде шибања Христа, војници се ругају Исусу као цару јудејском стављајући му пурпурну одору (која означава царски статус), стављају му круну од трња на главу, и туку га и злостављају у Јеванђељу по Матеју 27:29–30, Јеванђељу по Марку 15:17–19 и Јеванђељу по Јовану 19:2–3.
Континуирано ослањање на употребу израза цар од стране Јудејаца да би подигли оптужбе против Исуса кључни је елемент коначне одлуке да га разапну. У Јеванђељу по Јовану 19:12 Пилат настоји да ослободи Исуса, али Јевреји се противе, говорећи: „Ако овога пустиш, ниси пријатељ ћесару. Сваки који себе царем гради, противи се ћесару”, стављајући моћ ћесара у први план расправе. У Јеванђељу по Јовану 19:12, Јевреји тада повикаше: „Разапни га! ... Ми немамо цара осим ћесара.”
Употреба израза „Цар јудејски” од стране ране Цркве након Исусове смрти стога није била без ризика, јер их је тај израз могао изложити прогону као следбенике Исуса, који је био оптужен за могућу побуну против Рима.
Коначна употреба титуле појављује се само у Јеванђељу по Луки 23:36–37. Овде, након што је Исус носио крст до Голготе и био прикован на крст, војници га гледају на крсту, ругају му се, нуде му сирће и говоре: „Ако си ти цар јудејски, спаси се.” У паралелном извештају у Јеванђељу по Матеју 27:42, јеврејски свештеници се ругају Исусу као „Цару Израиљевом”, говорећи: „Он је Цар Израиљев; нека сада сиђе с крста, и вероваћемо у њега.”

## Цар јудејски насупрот Цару Израиљевом
У Новом завету, титулу „Цар јудејски” користе само нејевреји, мудраци, Понтије Пилат и римски војници. Насупрот томе, Јевреји у Новом завету преферирају ознаку „Цар Израиљев”, коју с поштовањем користе Исусови јеврејски следбеници у Јеванђељу по Јовану 1:49 и Јеванђељу по Јовану 12:13, а подругљиво јеврејски поглавари у Јеванђељу по Матеју 27:42 и Јеванђељу по Марку 15:32. Из Пилатове перспективе, осетљив је сам израз „Цар” (без обзира на Јудејце или Израиљ), јер имплицира могућу побуну против Римског царства.
У Јеванђељу по Марку свесно се прави разлика између Цара јудејског и Цара Израиљевог, раздвајајући две употребе термина од стране Јевреја и нејевреја.

## INRI и ΙΝΒΙ
Иницијализам INRI представља латински натпис лат.  (лат. Iesus Nazarenus, Rex Iudaeorum), што се на српски преводи као „Исус Назарећанин, цар јудејски” (Јеванђеље по Јовану 19:19). Јеванђеље по Јовану 19:20 наводи да је ово било написано на три језика – хебрејском, латинском и грчком – и било је постављено на Исусов крст. Грчка верзија иницијализма гласи ΙΝΒΙ, што представља Ἰησοῦς ὁ Ναζωραῖος ὁ βασιλεύς τῶν Ἰουδαίων (Iēsoûs ho Nazōraîos ho basileús tôn Ioudaíōn). Побожно одушевљење изазвало је откриће Педра Гонзалеса де Мендозе 1492. године онога што је проглашено стварном плочом, за коју се каже да ју је у Рим донела Света Јелена, мајка цара Константина.

### Западно хришћанство
У западном хришћанству, већина распећа и многих приказа распећа Исуса укључују плочу или пергамент постављен изнад његове главе, назван титулус, или наслов, који носи само латинична слова INRI, повремено урезана директно у крст и обично тик изнад Исусове главе.
Иницијализам INRI (за разлику од пуног натписа) био је у употреби до 10. века (Геров крст, Келн, око 970.).

### Источно хришћанство
У источном хришћанству, и Источна православна црква и источно-католичке посебне цркве sui iuris користе грчка слова ΙΝΒΙ, заснована на грчкој верзији натписа Ἰησοῦς ὁ Ναζωραῖος ὁ βασιλεύς τῶν Ἰουδαίων. Неке представе мењају наслов у „ΙΝΒΚ”, ὁ βασιλεύς τοῦ κόσμου (ho Basileùs toû kósmou, „Цар света”), или у ὁ βασιλεύς τῆς Δόξης (ho Basileùs tês Dóxēs, „Цар Славе”), не имплицирајући да је то заиста оно што је било написано, већ одражавајући традицију да иконе приказују духовну стварност, а не физичку.
Румунска православна црква користи INRI, пошто је скраћеница на румунском потпуно иста као на латинском (Iisus Nazarineanul Regele Iudeilor).
Источно-православне цркве које користе црквенословенски у својој литургији користе ІНЦІ (INTsI, еквивалент ΙΝΒΙ за Шаблон:Јез-cu) или скраћеницу Царь Сла́вы (Цар Славе, „Цар Славе”).

### Верзије у јеванђељима
|                                       | Матеј                                                                      | Марко                                          | Лука                                                                                           | Јован |
| ------------------------------------- | -------------------------------------------------------------------------- | ---------------------------------------------- | ---------------------------------------------------------------------------------------------- | --- |
| Стих                                  | Матеј 27:37                                                                | Марко 15:26                                    | Лука 23:38                                                                                     | Јован 19:19–20 |
| Грчки натпис                          | οὗτός ἐστιν Ἰησοῦς ὁ βασιλεὺς τῶν Ἰουδαίων                                 | ὁ βασιλεὺς τῶν Ἰουδαίων                        | ὁ βασιλεὺς τῶν Ἰουδαίων οὗτος                                                                  | Ἰησοῦς ὁ Ναζωραῖος ὁ βασιλεὺς τῶν Ἰουδαίων |
| transliteration                       | hûtós estin Iēsûs ho basileùs tôn Iudaéōn                                  | ho basileùs tôn Iudaéōn                        | ho basileùs tôn Iudaéōn hûtos                                                                  | Iēsûs ho Nazōraêos ho basileùs tôn Iudaéōn |
| Vulgata Xystina-Clementina (латински) | Hic est Iesus rex Iudæorum                                                 | Rex Iudæorum                                   | Hic est rex Iudæorum                                                                           | Iesus Nazarenus, Rex Iudæorum |
| Језици                                | [није наведено]                                                            | [није наведено]                                | Хебрејски, латински, грчки                                                                     | Хебрејски, латински, грчки |
| Цео стих у преводу Даничић-Караџић    | И метнуше му више главе кривицу његову написану: Ово је Исус цар јудејски. | И бјеше написана кривица његова: Цар јудејски. | А бјеше над њим и натпис написан словима грчким и латинским и јеврејским: Ово је цар јудејски. | А Пилат написа и натпис, и метну на крст, и бјеше написано: Исус Назарећанин, цар јудејски. Овај дакле натпис читаше многи од Јевреја, јер близу града бјеше мјесто гдје разапеше Исуса; и бјеше написано јеврејски, грчки и латински. |

### Друге употребе INRI
На шпанском, реч inri означава било коју увредљиву или подругљиву реч или фразу; обично се налази у сталном изразу para más/mayor inri (дословно „за више/већу увреду”), што идиоматски значи „да се увреди дода и повреда” или „да ствар буде гора”. Њено порекло се понекад јасније види капитализацијом para más INRI. Иницијали INRI су реинтерпретирани са другим проширењима (бакронимима). У књизи о слободном зидарству из 1825. године, Марчело Регелини де Шио тврдио је да су розенкројцери дали „INRI” алхемијска значења:
- Латински лат. Igne Natura Renovatur Integra („ватром се природа обнавља у целости”); други извори наводе лат. Igne Natura Renovando Integrat
- Латински  лат. Igne Nitrum Roris Invenitur („шалитра росе налази се ватром”)
- Хебрејски ימים, נור, רוח, יבשת (Yammīm, Nūr, Rūaḥ, Yabešet, „вода, ватра, ветар, земља” — класични елементи)

Каснији писци су ово приписивали масонерији, херметизму или неопаганизму. Храм краља Соломона Алистера Кроулија укључује расправу о Аугоеидесу, наводно написану од стране „Фратера П.” из A∴A∴:
Јер пошто је Intra Nobis Regnum deI [фуснота у оригиналу: I.N.R.I.], све ствари су у Нама самима, и свако Духовно Искуство је више или мање потпуно Откривење Њега [тј. Аугоеидеса].
Латински лат. Intra Nobis Regnum deI дословно значи „У нама је царство Божије”.
Леополд Блум, номинално католички, етнички јеврејски протагониста романа Уликс Џејмса Џојса, сећа се како је његова супруга Моли Блум тумачила INRI као „Iron Nails Ran In” (Гвоздени ексери су ушли). Исто значење даје лик у роману Врата Еда Мекбејна из 1975. Већина превода Уликса задржава „INRI” и ствара ново погрешно тумачење, као што је француско Il Nous Refait Innocents „он нас поново чини невинима”.

### Изопсефија
У изопсефији, грчки израз (βασιλεὺς τῶν Ἰουδαίων) добија вредност 3343 чије цифре изгледа одговарају предложеном датуму распећа Исуса (33. година, април, 3. дан).

## Галерија

### Библијске сцене
- Мудраци посећују Ирода да питају за новорођеног Цара јудејског, Јеванђеље по Матеју 2:2.
- Пилат, судећи и предајући Исуса, Цара јудејског, Јеванђеље по Марку 15:2.
- Исус са царском пурпурном одором, исмеван и тучен као Цар јудејски, Јеванђеље по Јовану 19:2–3.
- Исус, на крсту, исмеван на Голготи као Цар јудејски, Јеванђеље по Луки 23:36–37.

### Примери INRI
- INRI са Изенхајмског олтара
- Латинско распеће са стилизованом INRI плочом, у кукурузним пољима близу Мурека, Штајерска, Аустрија
- INRI плоча причвршћена на Распеће и статуу на Голготи на северној страни Карловог моста, Праг
- Детаљ Малог Распећа, слика Матијаса Гриневалда, око 1510, Национална галерија уметности, Вашингтон
- iesus nazarenus rex iudæorum на страни Саграда Фамилије